# Agnès Canayer
Pour les articles homonymes, voir Canayer.
Agnès Canayer (), née Agnès Cahierre le 21 septembre 1965 à Sainte-Adresse (Seine-Maritime), est une personnalité politique française. Elle est sénatrice de la Seine-Maritime, au sein du groupe Les Républicains, de 2014 à 2024.
Le 21 septembre 2024, elle est nommée ministre déléguée chargée de la Famille et de la Petite enfance dans le gouvernement Barnier.

## Biographie
Agnès Cahierre, fille d'Agathe Delamare et de Philippe Cahierre, est née le 21 septembre 1965 à Sainte-Adresse, en Seine-Maritime.
Elle obtient son baccalauréat série B au lycée Saint-Joseph du Havre. Puis elle obtient une licence de droit de l'université de Rouen, d'un DEA de droit de l'environnement de l'université Paris II Panthéon-Assas, ainsi que d'une maîtrise de droit public de l'université Paris I Panthéon-Sorbonne.
Elle est aussi présidente des missions locales en Normandie et présidente de la mission locale de la région havraise.

## Parcours politique

### Ville du Havre
Elle est adjointe au maire du Havre depuis 2008. Elle est entrée au conseil municipal sur la liste d'Antoine Rufenacht, un de ses mentors avec Patrice Gélard dont elle a été la collaboratrice et Charles Revet. De mars 2014 à septembre 2017, elle est 2e adjointe au maire du Havre, chargée des affaires sociales.
Elle démissionne de son poste d'adjointe en septembre 2017 pour ne pas cumuler les mandats et reste conseillère municipale chargée des élections.
À la suite de la nomination d'Édouard Philippe à Matignon, elle soutient la candidature de Jean-Baptiste Gastinne et indique qu'en cas de retour d'Édouard Philippe, elle serait derrière lui.
Elle est en dixième position sur la liste conduite par Édouard Philippe lors des élections municipales de mars et juin 2020 à la mairie du Havre.

### Élections législatives de 2012
Candidate dans la huitième circonscription de la Seine-Maritime, bastion de la gauche havraise pour les élections législatives de 2012, elle ne parvient pas à se qualifier au second tour en se classant troisième derrière la candidate socialiste Catherine Troallic et le candidat communiste Jean-Paul Lecoq.

### Les Républicains
Comme Édouard Philippe, elle soutient Alain Juppé pour la primaire présidentielle des Républicains de 2016.
Elle devient la présidente de la fédération LR de Seine-Maritime en octobre 2018. À la suite de sa décision de soutenir publiquement la liste d'Édouard Philippe pour l'élection municipale de 2020, le parti Les Républicains a considéré qu'elle ne pouvait plus continuer à officier à ce poste le temps de la campagne.

### Au Sénat
Elle est élue sénatrice de la Seine-Maritime le 28 septembre 2014. En septembre 2020, elle est réélue sénatrice de la Seine-Maritime, après avoir pris la tête de la liste de droite.
Elle fait partie des soutiens de Gérard Larcher et se réclame d'une génération de sénateurs qui souhaite moderniser le Sénat et le remettre au cœur de la vie politique.

### Élection présidentielle de 2022
À l'occasion d'une interview accordée à la radio Tendance Ouest, elle apporte son soutien à Valérie Pécresse, candidate à l'élection présidentielle de 2022. Elle est aussi vice-présidente de Soyons libres.

### Ministre de la Famille (depuis 2024)
Le 21 septembre 2024, elle est nommée ministre déléguée de la Famille et de la Petite Enfance dans le gouvernement de Michel Barnier. Son soutien passé à une proposition de loi controversée visant à l'interdiction des traitements hormonaux et des opérations de réattribution sexuelle pour les mineurs ainsi que l'encadrement strict de leur accès aux bloqueurs de puberté fait qu'elle est citée parmi les nombreux ministres illustrant un virage conservateur du gouvernement, mais elle est également considérée comme une figure de droite « modérée » socialement, ayant par exemple rapporté à la commission des lois du Sénat le projet d’inscription de l’IVG dans la Constitution française.

## Pour approfondir